# Lanciego/Lantziego
Lanciego/Lantziego község Spanyolországban, Arabában. Lakosainak száma 685 fő (2024).

## Földrajza
Lanciego/Lantziego Laguardia, Elvillar/Bilar, Kripan, Lapoblación, Yécora/Iekora, Oyón-Oion és Logroño községekkel határos.

## Népesség
A település lakosságának változását az alábbi diagram mutatja:
| Lakosok száma | 654  | 643  | 673  | 677  | 682  | 681  | 681  | 691  | 692  | 685  |
|               | 2001 | 2004 | 2006 | 2009 | 2011 | 2014 | 2016 | 2019 | 2021 | 2024 |